# Walter Proebster
Walter Proebster (* 2. April 1928 in Mannheim; † 30. August 2020) war ein deutscher Elektrotechniker, Informatiker und Hochschullehrer.

## Leben
Proebster studierte Elektrotechnik an der Technischen Universität München und erwarb 1951 das Diplom. Danach gehörte er zu dem Entwicklungsteam, das unter der Leitung von Hans Piloty und Robert Sauer den Röhrencomputer PERM entwarf und konstruierte. Im Jahre 1956 promovierte Proebster über den Entwurf und die Konstruktion der PERM. 
Proebster wechselte im Jahre 1956 zum Forschungslabor der IBM in Zürich, wo er an Thin Film Memory arbeitete und als erster Schaltvorgänge im Nanosekundenbereich experimentell bewies, die ca. 100 mal schneller waren als die zurzeit gängigen Ferritkerne. 
Von 1962 bis 1964 war Proebster am Thomas J. Watson Research Center in Yorktown Heights (Westchester County, New York), Direktor der Abteilung für Experimentelle Maschinen. Danach wurde er Direktor der IBM Entwicklungslaboratorien in Böblingen. Im Jahre 1972 wurde Proebster Honorarprofessor an der Universität Karlsruhe und 1989 Professor an der TU München.

## Auszeichnungen
- IEEE Haraden Pratt Award, 1996

## Publikationen
- Schaltkreistechnik der PERM, Dissertation, 1956.
- Peripherie von Informationssystemen: Technologie und Anwendung, Springer, ISBN 3-540-18336-1, 1987.
- Rechnernetze. Technik, Protokolle, Systeme, Anwendungen, De Gruyter Oldenbourg, ISBN 3-486-25777-3, 2. Aufl. 2002, Neudruck 2015.

### Als Herausgeber
- Digital Memory and Storage, Vieweg+Teubner, ISBN 3-528-08409-X, 1978.
- Datentechnik im Wandel: 75 Jahre IBM Deutschland, Springer, ISBN 3-540-16387-5, 1986.